# Yuracarés
Yuracaré (también llamado yurujare, yurucare o yurakar) es uno de los pueblos y naciones indígenas de Bolivia. Su lengua es el idioma yuracaré, una de las lenguas indígenas oficiales de Bolivia.
El pueblo Yuracaré se ubica en los departamentos de Cochabamba y Beni, entre las provincias Carrasco y Moxos.
Hasta 2004 existían 3.440 yuracares de Bolivia, según el centro realizado por al Confederación Nacional de Pueblos Indígenas Originarios en Bolivia.

## Territorio

Joven yuracaré vestida con un atuendo de tela vegetal, fotografiada en 1908.

Mujer yuracaré fotografiada entre 1908 y 1909 en las cercanías del río Chimoré.

Los Yuracarés viven en 2.500 kilómetros cuadrados a lo largo de la ribera del río Iténez, la cuenca del río Chapare y el río Mamoré, en los departamentos de Cochabamba y el Beni, en las tierras bajas bolivianas de la cuenca del Amazonas. La mayoría residen en el Territorio Comunitario de Origen Yuracaré (TCO Yuracaré), de 241 171 hectáreas, y en el Territorio indígena y parque nacional Isiboro-Secure (TIPNIS); otros viven en el Territorio Indígena Multiétnico I, en el TCO de Yuqui y en  el Territorio Indígena de Chimán.

## Datos demográficos
La población que se autoidentificó como yucararé en el censo boliviano de 2001 fue de 1366 personas. Este número aumentó a 6.042 en el censo de 2012. Adicionalmente este censo registró 733 yucararés mojeños.
En 2004, la Confederación Nacional de Pueblos Indígenas Originarios de Bolivia, dio a conocer los resultados del censo que realizaron. En este documento se dio a conocer que en Bolivia existían 3.440 yuracarés. 

## Actividades económicas
Los yuracaré se dedican a la agricultura, la caza y pesca; sus principales productos son el maíz, arroz, café, maní, frijol, zapallo, yuca y plátano.